# Dylan Moscovitch
Dylan Moscovitch (* 23. September 1984 in Toronto, Ontario) ist ein kanadischer Eiskunstläufer, der im Paarlauf startet.
Im Frühjahr 2009 lief Moscovitch erstmals an der Seite von Kirsten Moore-Towers. 2011 wurden sie kanadische Meister. Daraufhin bestritten sie in Moskau ihr Debüt bei Weltmeisterschaften und beendeten es auf dem achten Platz. 2013 gewannen Moore-Towers und Moscovitch Silber bei den Vier-Kontinente-Meisterschaften hinter ihren Landleuten Meagan Duhamel und Eric Radford. Bei der folgenden Weltmeisterschaft im kanadischen London erreichten sie mit Platz vier ihr bislang bestes Ergebnis bei Weltmeisterschaften.
Ende April 2014 trennte sich Moscovitch von Moore-Towers. Seine neue Partnerin wurde Ljubow Iljuschetschkina, die im Oktober 2014 vom russischen Verband für Kanada freigegeben wurde.

## Ergebnisse

### Paarlauf
(mit Kirsten Moore-Towers)
| Wettbewerb / Jahr               | 2010  | 2011  | 2012  | 2013  |
| ------------------------------- | ----- | ----- | ----- | ----- |
| Weltmeisterschaften             |       | 8.    |       | 4.    |
| Vier-Kontinente-Meisterschaften | 9.    | 5.    |       | 2.    |
| Kanadische Meisterschaften      | 5.    | 1.    | 4.    | 2.    |
| –                               |       |       |       |       |
| Grand-Prix-Wettbewerb / Saison  | 09/10 | 10/11 | 11/12 | 12/13 |
| Grand-Prix-Finale               |       | 6.    |       | 5.    |
| Skate America                   |       | 2.    | 3.    |       |
| Skate Canada                    | 6.    | 2.    |       |       |
| NHK Trophy                      |       |       |       | 2.    |
| Cup of China                    |       |       | 3.    | 4.    |